# Église Saint-Jean de Beauzac
Pour les articles homonymes, voir Église Saint-Jean.
L'église Saint-Jean de Beauzac est une église catholique située à Beauzac, dans le département de la Haute-Loire, en France.

## Localisation
L'église est située dans le village de Beauzac.

## Historique
L'édifice est classé au titre des monuments historiques en 1875, en 1908 et en 1948.
L'église a été construite entre le XIIe et le XVIIe siècle, elle dépendait à l'origine de l'abbaye du Monastier. Elle est dotée d’un clocher à peigne de trois étages et, sur son flanc méridional, d’un portail et de fenêtres de style gothique flamboyant. La nef de trois travées est surmontée de voûtes d’arête à arcs plein cintre. Les colonnes du chevet portent des chapiteaux sculptés. Sous son chœur roman, exempt de chapelles, l’église abrite, fait rarissime dans le Velay, une crypte du XIe siècle.
Grâce principalement à une aide financière de la Fondation Michelin, la commune de Beauzac a procédé, début 2025, à une restauration de deux statues de l'église, à savoir celle en bois de la Vierge au serpent et celle en plâtre de Saint-Jean [2].

## Description

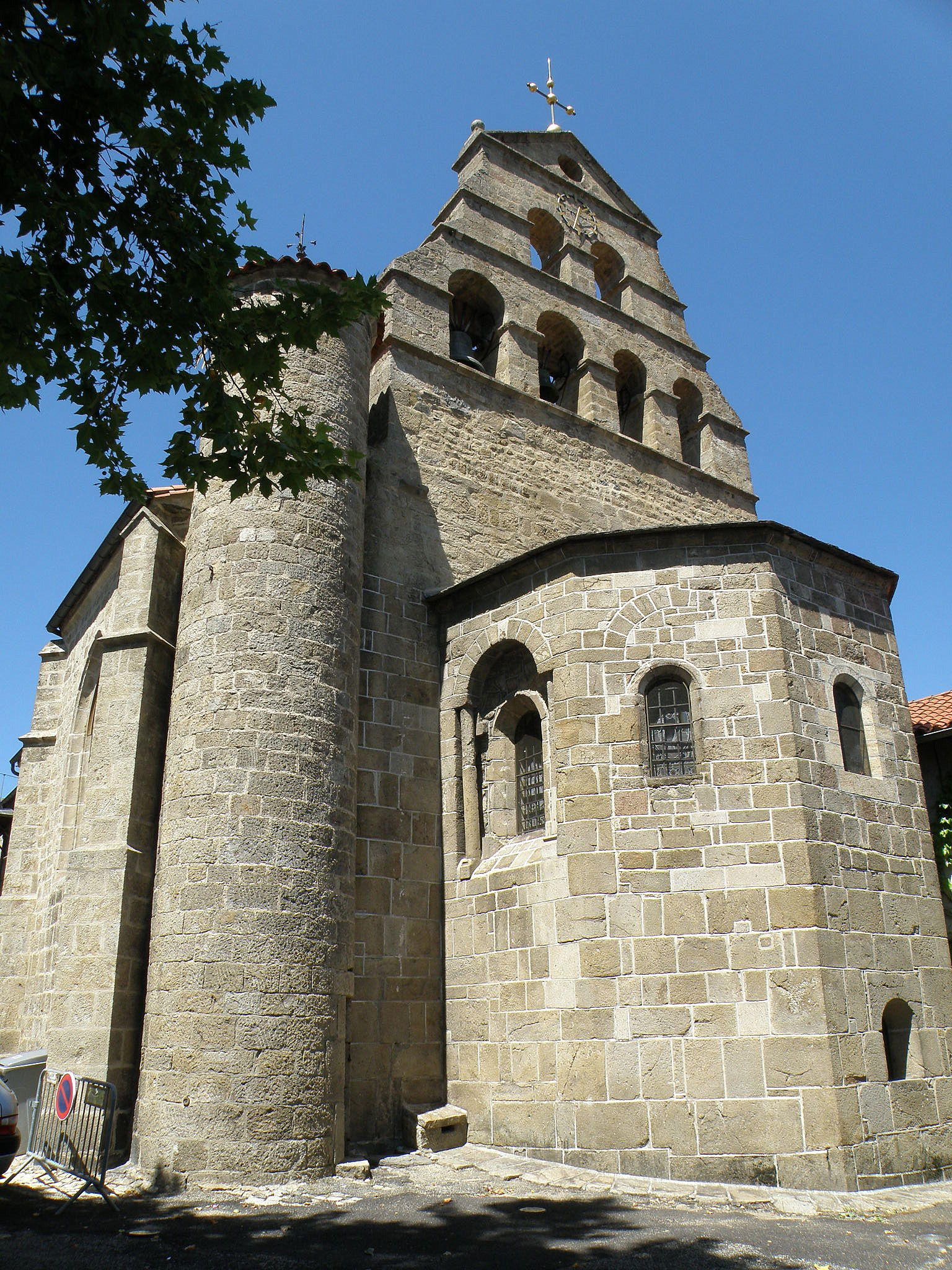
Chevet et campenard de l'église Saint-Jean.
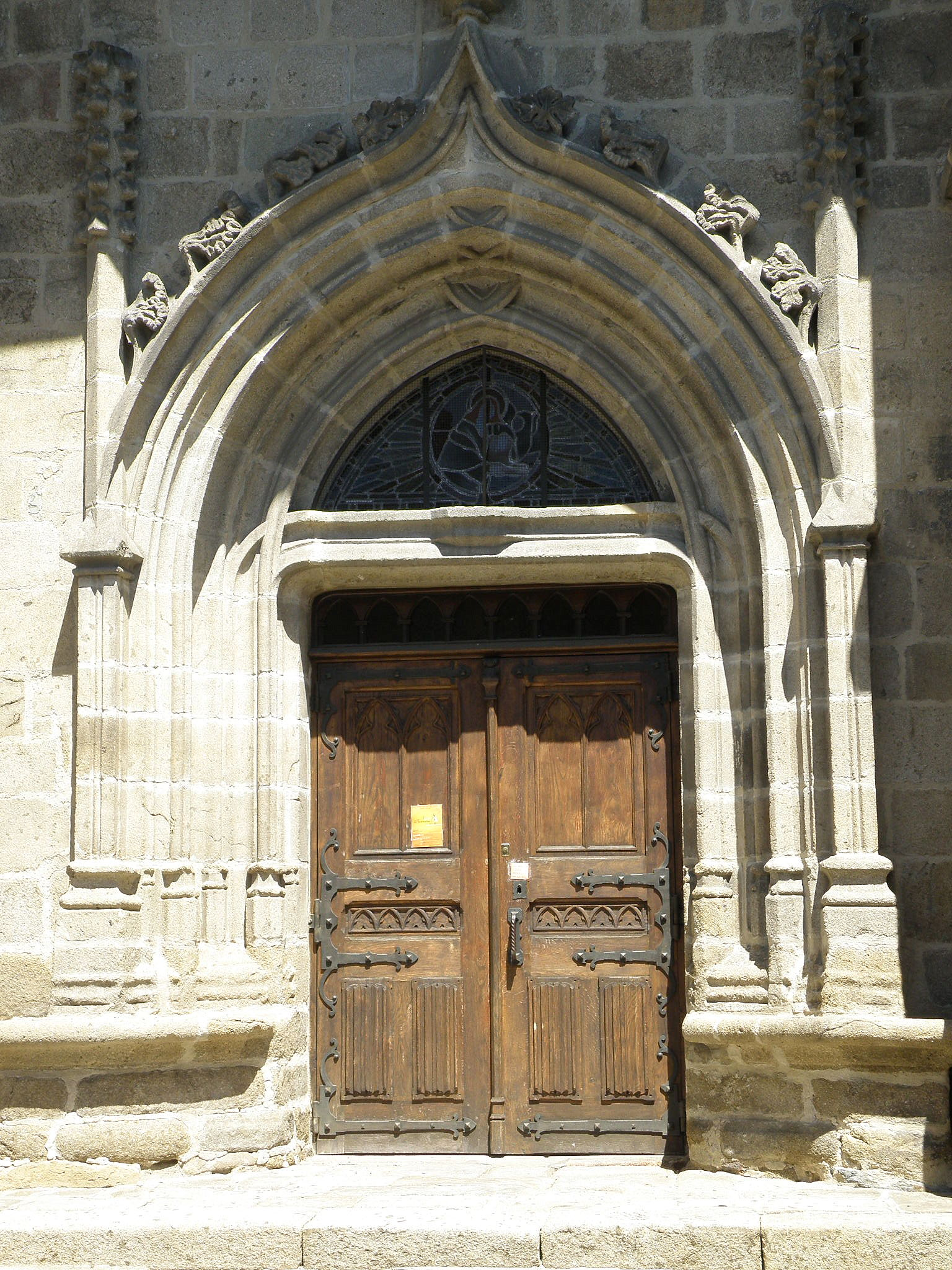
Le portail d'entrée de l'église.
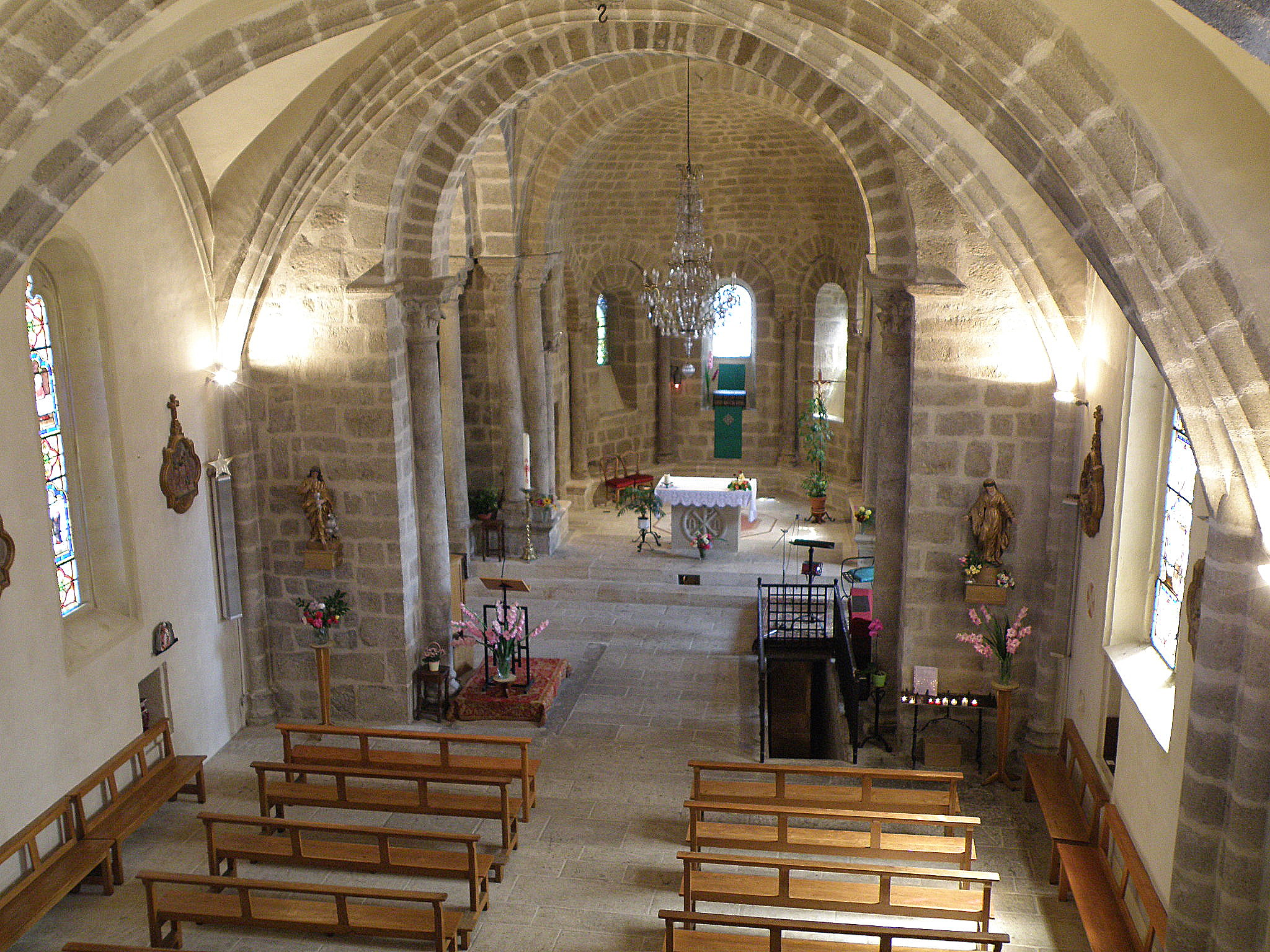
La nef de l'église, avec au fond le chœur.
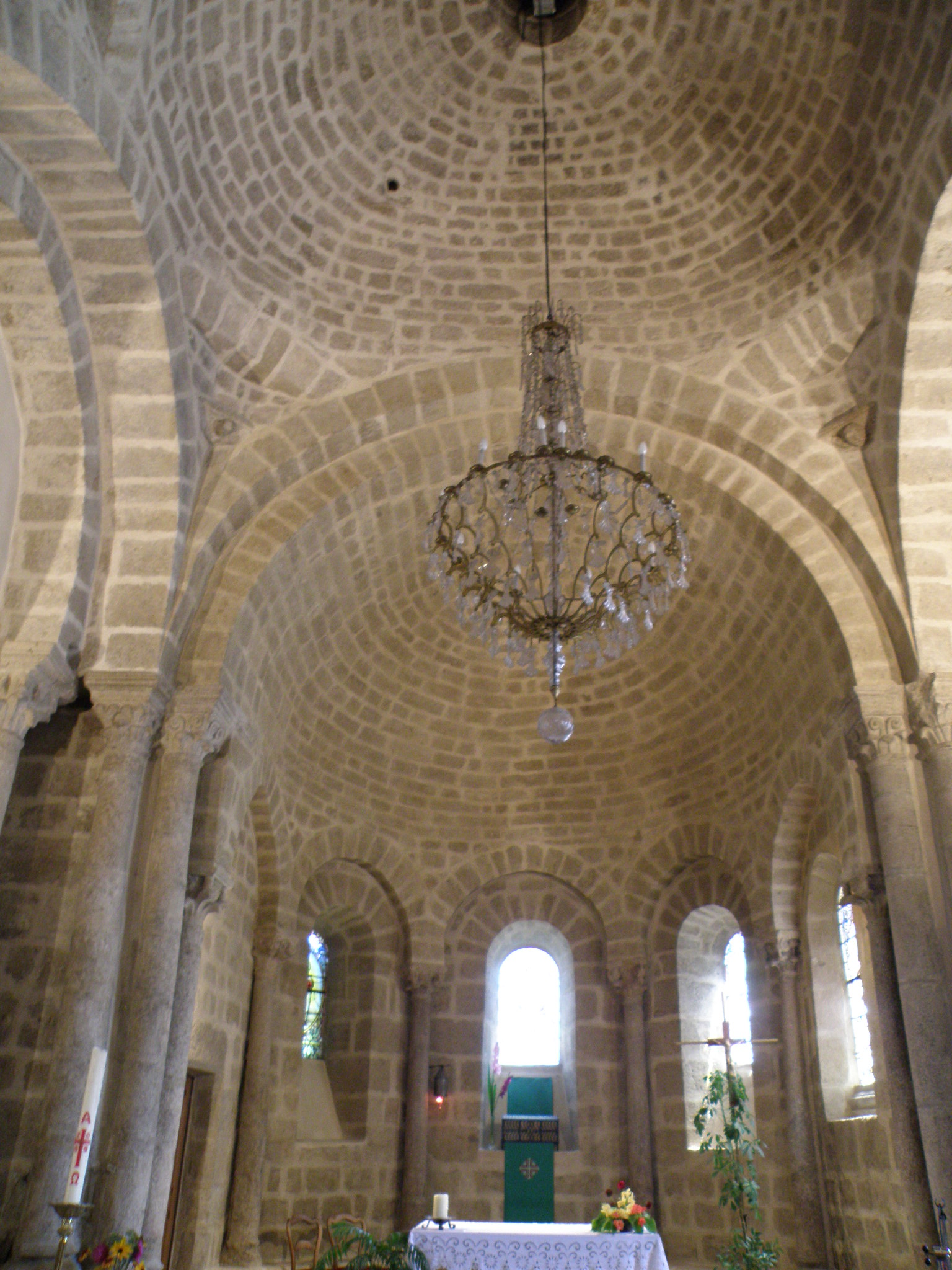
Vue sur l'abside romane en cul-de-four et la coupole.
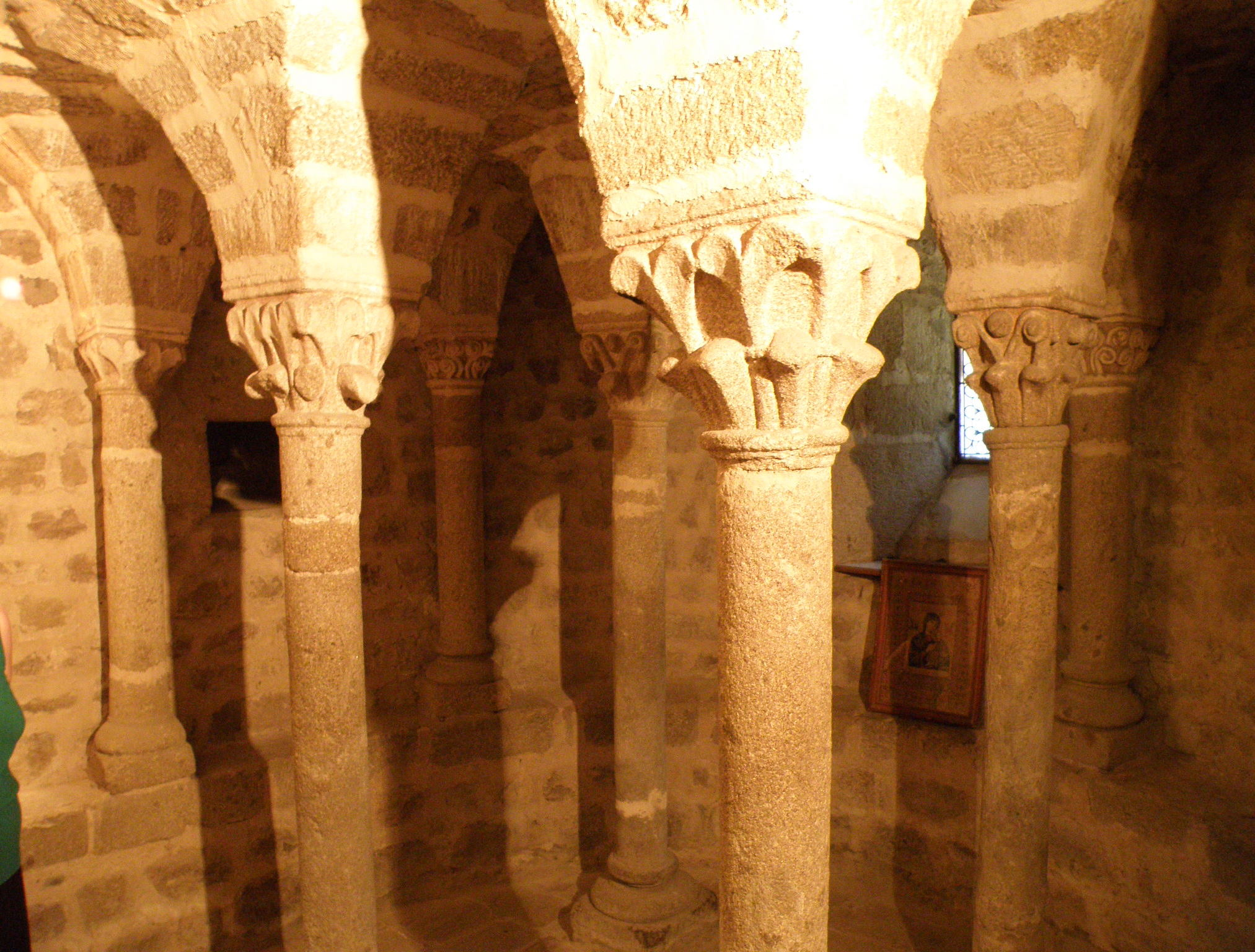
La crypte de l'église.